# Bickley (Londen)
Bickley is een wijk in het bestuurlijk gebied London Borough of Bromley, in het zuidoosten van de regio Groot-Londen in Engeland.
In Bickley bevindt zich het spoorwegstation Station Bickley.